# LeoVegas
LeoVegas ist ein schwedisches Mobile-Gaming-Unternehmen sowie ein Anbieter von Online-Casino- und Sportwetten-Produkten, wie Tischspielen, Video-Spielautomaten, progressiven Jackpots, Video-Poker und Live-Sportwetten für eine Reihe von internationalen Märkten. LeoVegas Gaming Ltd. ist eine Tochtergesellschaft von LeoVegas AB, der Muttergesellschaft, deren Aktien auf der Nasdaq-First-North-Premier-Liste an der Stockholmer Börse gehandelt werden.

## Unternehmensgeschichte
LeoVegas wurde 2011 von Gustaf Hagman (Group CEO) und Robin Ramm-Ericson (Chairman of the Board & CXO) gegründet, um damit die Nummer 1 im Geschäft mit dem mobilen Casino zu werden. LeoVegas wuchs aufgrund der Zunahme der Smartphone-Nutzung schnell.
Am 17. März 2016 ging das Unternehmen an die Börse. Im Vorfeld des Börsengangs kündigte LeoVegas für das Jahr 2015 eine Steigerung des Jahresumsatzes um 124 % auf 83 Mio. € gegenüber 37 Mio. € im Jahr 2014 an. Die Kundenzahl für beide Jahre und 2013 war wie folgt; 54.283 (2013), 100.745 (2014), 202.498 (2015).
Im Mai 2016 startete LeoVegas sein Sportwetten-Produkt LeoVegas SPORT.
Im Juni 2017 unterzeichnete LeoVegas einen Zweijahresvertrag mit EFL Championship Club Brentford, um sowohl ihr neuer Trikot als auch Titelsponsor zu werden. Mit Norwich City wurde ein Dreijahresvertrag geschlossen.
Am 27. Oktober 2017 erwarb LeoVegas Royal Panda zu einem Preis von 60 Mio. Euro im Rahmen der Expansion des Unternehmens in geregelte Märkte.
Im Februar 2018 machte LeoVegas den Erwerb der World of Sportbetting Ltd (Malta) öffentlich. Zusammen mit der Veröffentlichung des Ankaufs erklärte LeoVegas Sport, dass man sich die Fußballikone Lothar Matthäus und den Handballprofi Stefan Kretzschmar als Botschafter für den deutschen Markt ins Boot geholt hat.

## Geschäftstätigkeit
Der Firmensitz befindet sich in Stockholm und die Marke „LeoVegas“ gehört der LeoVegas Gaming Ltd. mit Sitz in Malta an. Die technische Entwicklung wird von einer weiteren Tochtergesellschaft der Gruppe Gears of Leo mit Sitz in Schweden durchgeführt. Die Online Casino- und Sportwetten-Produkte werden unter der Aufsicht der Maltesischen Lotterie- und Glücksspielbehörde (MGA) lizenziert und reguliert. In Großbritannien erfüllt das Unternehmen die Anforderungen der UK Gambling Commission.
Kernmärkte von LeoVegas sind das Vereinigte Königreich, die nordischen Länder (Schweden, Norwegen und Finnland) und Nordamerika (Kanada). Obwohl das Unternehmen auch in anderen europäischen Ländern und im Rest der Welt präsent ist. LeoVegas bietet eine Reihe von Casinospielen von Spielanbietern an, darunter: NetEnt, Yggdrasil, Evolution Spiele, IGT, PlayNo Go, Playtech, Microgaming, Authentic Gaming, Bally und WMS. Einige der angebotenen Casinospiele sind Roulette, Blackjack, Baccarat und Caribbean Stud Poker.
LeoVegas nutzt für Sportwetten die Kambi-Plattform für eine Front-End-Benutzeroberfläche, Quotenerstellung und Kundeninformationen.

## Preise und Auszeichnungen
- 2013 – „Best Innovation in Casino of the Year“, EGR Nordic Awards[9]
- 2014 – „Best Mobile Product of the Year“, EGR Nordic Awards[10]
- 2015 – „Affiliate Program of the Year“ & „Slots Operator of the Year“, EGR Nordic Awards[11]
- 2015 – „Grand Prize Award“, GP Bullhound Summit[12]
- 2016 – „Mobile Operator of the Year“, „Casino Operator of the Year“ & „Nordic Operator of the Year“ EGR Nordic Awards[13]
- 2016 – „Online Casino Operator of the Year“, International Gaming awards[14]
- 2016 – „Casino Operator of the Year“, Gaming Intelligence Awards[15]
- 2016 – „The Best Mobile Marketing Campaign of the Year“ & „Best CRM Campaign of the Year“[16]
- 2019 – „Casino Operator of the Year“, SBC Awards[17]
- 2019 – „Innovation in Casino Entertainment“, SBC Awards[17]
- 2020 – „Online Gaming Operator of the Year“, International Gaming Awards[18]
- 2021 – „Online Gaming Operator of the Year“, International gaming awards (IGA)[19]
- 2022 – „Online Gaming Operator of the Year“, International gaming awards (IGA)[20]